# Economia de Suïssa
Suïssa té una economia de mercat pròspera, pacífica i moderna, amb reduïda taxa d'atur, una mà d'obra altament qualificada, i una renda per capita entre els més alts del món. La seva economia es beneficia d'un modern sector de serveis, amb destaqui per al sector financer, i una indústria especialitzada en alta tecnologia.
En els últims anys, les pràctiques econòmiques suïsses es van quedar més properes de les de la Unió Europea, amb la intenció d'augmentar la seva competitivitat mundial, no obstant això encara roman el proteccionisme en alguns sectors, especialment l'agricultura.
La recessió global del 2009 també va afectar l'economia suïssa, a causa de la retracció de la demanda mundial. El Banc Nacional de Suïssa efectivament va adoptar durant cert període una taxa zero d'interès, amb la intenció d'impulsar l'economia i evitar una valorització del franc suís. Possiblement l'economia creixerà poc durant l'any 2010, i el govern ja planeja un nou paquet d'estímuls.